# S.O.S. Léonard de Vinci
S.O.S. Léonard de Vinci est un roman de science-fiction de Philippe Ébly faisant partie de la série Les Conquérants de l'impossible, paru 
en 1979 chez Hachette (Bibliothèque verte).

## Publications
- 1979 : Hachette, coll. : Bibliothèque verte, cartonné, texte original. Illustrations d'Yvon Legall. 183 p.  (ISBN 2-01-005667-1)
- 1983 : Hachette, coll. : Bibliothèque verte, cartonné (série au dos hachuré), texte original. Illustrations d'Yvon Legall. 183 p.  (ISBN 2-01-005667-1)
- 1988 : Hachette, Bibliothèque verte, no 107, poche souple, texte original. Illustrations d'Erik Juszezak. 155 p.  (ISBN 2-01-014226-8)
- 1995 : Hachette, Bibliothèque verte, no 107, poche souple, texte original. Illustrations de (inconnu). 218 p.  (ISBN 2-01-209443-0),  (EAN 9782012094437) Texte sur Gallica
- 2003 : Degliame, coll. : Le Cadran bleu no 39 , format poche souple. Illustrations de (inconnu), 176 p. (ISBN 2914088434),  (EAN 978-2914088435)

## Résumé
Serge, Thibaut et Xolotl sont envoyés dans le passé, très précisément à Milan le 3 mai 1490. Les professeurs Lorenzo et Omegna souhaitent que les trois jeunes gens rencontrent Léonard de Vinci, alors âgé de 38 ans, afin que le génie aide les scientifiques du XXe siècle à résoudre le problème du transport de l’énergie solaire. Les trois aventuriers sont équipés de ceintures en Autinios (métal qui permet de voyager dans le temps), de ducats d'or, de microfilms et d'un lecteur de microfilms. Il est prévu que le voyage de retour aura lieu un mois après. 
Le voyage se passe sans difficulté. Leur principal problème est de rencontrer Léonard de Vinci. Lorsque Thibaut se présente à sa demeure, on lui répond que le savant est en voyage. Un plan B est mis en place : il s'agit de se faire employer comme serviteur. Serge, qui parvient à se faire embaucher temporairement, est attaqué le soir même de son embauche dans une ruelle mal famée de Milan. L'agresseur lui vole le lecteur de microfilms et sa ceinture d'Autinios, et le laisse pour mort. Serge est recueilli par donna Teresa, une patricienne de la ville, qui le fait soigner. Le problème est que l’agression a rendu Serge amnésique. Il ne se souvient ni de sa mission, ni de ses amis, ni de sa provenance du XXe siècle, ni même de son prénom. Pendant ce temps, Xolotl et Thibaut le recherchent à travers la ville, un peu au hasard. Thibaut fait la connaissance d'un jeune noble, Saint-Yrieix, envoyé par la cour de France auprès de Léonard. Saint-Yrieix croit que Thibaut est un escroc et le défie en duel. Le combat a lieu mais les deux jeunes gens acceptent de s'allier, après que Thibaut a révélé une partie de la vérité et expliqué à Saint-Yrieix qu'en réalité ils ne sont pas concurrents. 
Quelques jours après, avec l’aide de Saint-Yrieix, Thibaut s'introduit dans la chambre de Léonard de Vinci. Au petit matin, il explique à maître Léonardo le but de leur mission. Léonard accepte de les aider. Retrouvé par Xolotl, Serge recouvre peu à peu ses facultés mnésiques mais reste très affaibli. Léonard pallie l'absence de lecteur de microfilms en créant un lecteur ad hoc à partir de loupes finement ouvragées. Léonard parvient à lire la documentation inscrite sur les microfilms et se met immédiatement au travail. Le fait que Serge ait été dépouillé de sa ceinture en Autinios se révèle problématique : comment revenir au XXe siècle ? Alors que la date du départ arrive, les trois amis décident de réunir les deux ceintures restantes et de tenter de voyager à trois. 
Le voyage de retour est un succès, et les trois aventuriers peuvent remettre aux professeurs Lorenzo et Omegna la réponse de Léonard de Vinci.

## Remarques
- Le romancier indique la composition de l'Autinios (le métal qui permet de voyager dans le temps) ; il est un alliage d'or, de titane, de nickel et d'osmium (chapitre XVI, page 155).
- Le roman est ainsi dédicacé : « À Jacques R. Leclercq, qui m'a suggéré très gentiment l'idée d'un « SOS temporel » à Léonard de Vinci. Avec mes amitiés et mes remerciements. »